# Смирнов, Николай Георгиевич
Николай Георгиевич Смирнов (род. 1948) — советский и российский эколог, специалист в области исторической экологии, член-корреспондент РАН (1997).

## Биография
Родился 27 марта 1948 года в Свердловске.
В 1971 году — окончил биологический факультет УрГУ.
В 1976 году — защитил кандидатскую диссертацию.
С 1973 года — работает в Институте экологии растений и животных УНЦ АН СССР, УрО РАН, где прошёл путь от младшего научного сотрудника до заведующего лабораторией, заместителя директора по научной работе.
В 1994 году — защитил докторскую диссертацию, тема: «Грызуны Урала и прилегающих территорий в позднем плейстоцене и голоцене».
В 1997 году — избран членом-корреспондентом РАН.
В настоящее время — главный научный сотрудник лаборатории палеоэкологии.

## Научная деятельность
Главные направления научной деятельности: история природы и человека в позднем кайнозое.
Основные научные достижения связаны с изучением закономерностей исторической трансформации структуры и состава экосистем и их отдельных компонентов в позднем плейстоцене и голоцене.
Заместитель председателя совета по защитам Института экологии растений и животных, заместитель председателя Объединённого Учёного совета по биологическим наукам УрО РАН, член редколлегии журнала «Экология» (ранее заместитель его главного редактора).
Автор более 100 научных работ, в том числе 6 монографий.
- Смирнов Н. Г. Ландшафтная интерпретация новых данных по фауне андроновских памятников Зауралья // Вопросы археологии Урала: сб. науч. тр. – Свердловск, 1975. – Вып. 13. – С. 32-41.
- Историческая экология животных гор Южного Урала / Н. Г. Смирнов [и др.]. – Свердловск: УрО АН СССР, 1990. – 224 с.
- Зоогеография голоценовых млекопитающих Северной Евразии / Н. Г. Смирнов [и др.] // Изв. АН. Сер. Геогр. – 2001. – № 2. – С. 41-49.
- Смирнов Н. Г., Кузьмина Е. А. Динамика экосистем Южного Зауралья в голоцене // Археология Урала и Западной Сибири: сб. науч. тр. – Екатеринбург, 2005. – С. 23-33.
- Узкочерепная полёвка (Microtus gregalis Pall.) в динамике зональных сообществ грызунов Северной Евразии / Н. Г. Смирнов [и др.] // Экология. – 2007. – № 2. – С. 117-123.
- Фадеева Т. В., Смирнов Н. Г. Мелкие млекопитающие Пермского Предуралья в позднем плейстоцене и голоцене. – Екатеринбург: Изд-во «Гощицкий», 2008. – 172 с.
- Эволюция экосистем Европы при переходе от плейстоцена к голоцену (24-8 тыс. л. н.) / А. К. Маркова, Т. ван Кольфсхотен, Ш. Бохнкке, П. А. Косинцев, И. Мол, А. Ю. Пузаченко, А. Н. Симакова, Н. Г. Смирнов [и др.]. – М.: КМК, 2008. – 556 с.
- Экология четвертичных млекопитающих на Урале / Н. Г. Смирнов [и др.] // Экология. – 2014. – № 6. – С. 403-409.

## Из библиографии
- Плейстоценовые грызуны Севера Западной Сибири / Н. Г. Смирнов, В. Н. Большаков, А. В. Бородин; Отв. ред. Л. Н. Добринский; АН СССР, Урал. науч. центр, Ин-т экологии растений и животных. - М. : Наука, 1986. - 143,[2] с.
- Историческая экология животных гор Южного Урала / Н. Г. Смирнов, В. Н. Большаков, П. А. Косинцев и др. [Отв. ред. Н. Г. Смирнов]; АН СССР, Урал. отд-ние. - Свердловск : Ин-т экологии растений и животных, 1990 (1991). - 243,[1] с.
- Мелкие млекопитающие Пермского Предуралья в позднем плейстоцене и голоцене / Т. В. Фадеева, Н. Г. Смирнов; Российская акад. наук, Уральское отд-ние, Ин-т экологии растений и животных. - Екатеринбург : Гощицкий, 2008. - 170, [1] с. : ил., табл.; 21 см.; ISBN 978-5-98829-015-5
- Физико-химические характеристики ископаемых костных остатков млекопитающих и проблема оценки их относительного возраста : [монография : в 2 ч.] / Н. Г. Смирнов  [и др.] ; Российская акад. наук, Уральское отд-ние, Ин-т экологии растений и животных, Ин-т геологии и геохимии им. А. Н. Заварицкого. - Екатеринбург : Гощицкий, 2009. - 29 см.; ISBN 978-5-98829-022-3

### Диссертации
- Смирнов, Николай Георгиевич. Динамика териофауны и изменчивость некоторых млекопитающих Среднего, Южного Урала и Зауралья в голоцене : диссертация ... кандидата биологических наук : 03.00.08. - Свердловск, 1976. - 158 с. : ил.
- Смирнов, Николай Георгиевич. Грызуны Урала и прилегающих территорий в позднем плейстоцене и голоцене : автореферат дис. ... доктора биологических наук : 03.00.08. - Екатеринбург, 1994. - 58 c. : ил.

### под его редакцией
- Уральская экологическая школа: вехи становления и развития / Ин-т экологии растений и животных УрО РАН ; отв. ред. Н. Г. Смирнов. - Екатеринбург : Гощицкий, 2005 (Реж : Лазурь). - 263 с., [34] ил., портр. : ил., табл.; 22 см.; ISBN 5-98829-004-3